# Alan Dukes
Alan Martin Dukes (irisch Ailéin de Diúc; * 22. April 1945 in Dublin) ist ein irischer Politiker und war mehrfach Minister sowie Vorsitzender der Fine Gael.

## Biografie
Dukes war zunächst von 1977 bis 1981 Mitarbeiter von Richard Burke, dem Kommissar für Steuern, Zollunion und Verkehr der Europäischen Gemeinschaften (EG). Dort erwarb er schnell Aufmerksamkeit aufgrund seiner ruhigen und sachlichen Befassung mit Angelegenheiten von nationaler Bedeutung.
Seine eigene politische Laufbahn begann er dann im Juni 1981, als er erstmals zum Abgeordneten des Unterhauses des Parlaments (Dáil Éireann) gewählt wurde. Dort vertrat er als Kandidat der Fine Gael die Interessen des Wahlkreises Kildare. Am 30. Juni 1981 berief ihn Premierminister Garret FitzGerald zum Landwirtschaftsminister in die aus Fine Gael und Irish Labour Party bis zum 9. März 1982 bestehende Koalitionsregierung.
Nach der erneuten Regierungsbildung berief ihn Premierminister FitzGerald am 14. Dezember 1982 zum Finanzminister, ein Amt, das er bis zum 14. Februar 1986 ausübte. Am 14. Februar 1986 wurde er dann Justizminister und behielt dieses Amt bis zum 10. März 1987.
Als FitzGerald nach der Wahlniederlage unerwartet am 21. März 1987 als Vorsitzender der Fine Gael zurücktrat, wurde Dukes zu dessen Nachfolger gewählt. Ihm oblag es dabei, die Partei in einer Zeit enormer interner Schwierigkeiten aufgrund der vernichtenden Wahlniederlage im Februar 1987 zu übernehmen und die schwere Identitätskrise zu überwinden. Dukes, der dem liberalen Parteiflügel angehörte, sah sich insbesondere den Meinungsverschiedenheiten zwischen älteren Parteimitgliedern und den eher liberalen und sozialen Gedanken der Gruppe um FitzGerald, ausgesetzt. Sehr bald sah er sich jedoch selbst aufgrund seiner Wirtschaftspolitik der parteiinternen Kritik ausgesetzt, als er um Unterstützung seiner Partei für die Befürwortung der Finanzgesetze der Regierung der Fianna Fáil erbat. Bei den Wahlen von 1989 erzielte die Fine Gael zwar eine Zunahme ihrer Abgeordnetenmandate im Dáil Éireann, allerdings führte das sehr enttäuschende Abschneiden des Kandidaten der Fine Gael bei der Präsidentschaftswahl 1990, Austin Currie, dazu, dass Dukes im November 1990 als Parteivorsitzender zurücktrat. Nachfolger als Parteivorsitzender wurde daraufhin John Bruton.